# Aya Domenig
Aya Domenig (ドメーニグ 綾, Domēnigu Aya), née en 1972 à Kameoka, est une réalisatrice, scénariste et anthropologue helvético-japonaise spécialisée dans le film documentaire.

## Biographie
Aya Domenig est née d'une mère d'origine japonaise et d'un père suisse. En 1976, la famille s'est installée à Kilchberg puis à Hottingen (à Zürich).
Domenig a étudié l'anthropologie à l'université de Zurich puis à l'université Hitotsubashi de Tokyo

## Filmographie

### Réalisatrice
- 1999 : Oyakata - Der Lehrmeister
- 2002 : Je t'aime (également scénariste et monteuse)
- 2004 : Hitoritabi (Iio-san's Journey) (également scénariste et monteuse)
- 2005 : Haru Ichiban - Spring Storm (également scénariste et monteuse)
- 2015 : Als die Sonne vom Himmel fiel (également scénariste)[4]

### Scénariste
- 2011 : Mürners Universum

### Directrice de la photographie
- 2004 : Ein Tor für die Revolution

### Monteuse
- 2006 : Zeit des Abschieds

## Récompenses
- Als die Sonne vom Himmel fiel
  - Prix du cinéma suisse 2016 : nommé dans la catégorie Meilleur film documentaire
  - Festival International Jean Rouch 2016 : prix Mario Ruspoli et prix Anthropologie et Développement Durable[5]
  - Présenté au Festival international du film de Locarno 2015 dans la section de la Semaine de la critique